# Assemblea Nacional de Benín
L'Assemblea Nacional és l'òrgan legislatiu unicameral de Benín, format l'any 1990. Compta amb 109 membres, que són elegits directament mitjançant un sistema de representació proporcional de llistes de partit i tenen mandats de cinc anys.
El primer parlament de Benín independent va ser definit per la Constitució del 28 de febrer de 1959 i va durar des d'abril de 1959 fins a novembre de 1960, reformant-se de nou al mateix any i al 1964, després del cop d'estat militar. L'aplicació de la Llei Fonamental del 9 de setembre de 1977, en el context de la nova República Popular de Benín, va alterar radicalment el parlament, va passar a anomenar-se Assemblea Nacional Revolucionària (ANR) i va durar fins al febrer de 1990. L'Alt Consell de la República es va formar posteriorment, presidit per l'arquebisbe Isidore de Souza. L'11 de desembre de 1990 es va aprovar una nova constitució que va constituir l'estructura bàsica de l'actual assemblea.
Els 109 membres de l'Assemblea Nacional són elegits directament pel poble en mandats de cinc anys amb un sistema de representació proporcional de llistes de partit, amb 24 circumscripcions plurinominals que corresponen als departaments de Benín.